# Kinyilatkoztatás
A kinyilatkoztatás (latin: revelatio; görög: αποκάλυψη apokalüpszisz) a vallásokban a feltárása, közzététele vagy nyilvánosságra hozatala valamilyen igazságnak vagy tudásnak, Istennel vagy más természetfeletti személlyel vagy személytelen erővel való kommunikáció révén. A latin revelatio szó feltárást, leleplezést jelent.
A teológia szóhasználatában azok a tanítások és előírások, amelyeket Isten adott vagy ad az embereknek. A hagyományos teológia feltételezi, hogy valamilyen formában már az első emberek részesültek Isten jól érthető, formailag reflektált kinyilatkoztatásában. A katolikus teológia tanítása elismeri, hogy a Szentlélek a kereszténységen túl ma is közvetíti a kinyilatkoztatásait.
A múltban is jellemző volt és a mai világ is használ bizonyos technikákat az ég titkainak keresésénél: jövendölés, előjel, álom, a sors megkérdezése, csillagjóslás stb. Az ókori zsidó vallás is sokáig megőrzött valamit ezekből a technikákból, megtisztítva őket a sokistenhit és a varázslat elemeitől.
A kinyilatkoztatás lehetőségét tagadják mindazok, akik nem fogadják el a természetfeletti világnak vagy Istennek a létezését.

## Kereszténység
Amikor Isten megteremtette az első emberpárt, közvetlenül beszélt hozzájuk. Azonban a bűn miatt Isten már nem tart az emberekkel kapcsolatot olyan szabadon, mint Ádámmal és Évával az édenkertben, de azóta is különféleképpen szólítja meg az emberiséget.
Isten kinyilatkoztatásai sokszor tettekben nyilvánultak meg, például, amikor átvezette népét a Vörös-tengeren, vagy amikor Mózesnek égő csipkebokor képében jelent meg. De volt, hogy kimondta akaratát, vagy álmokban és látomásokban küldte el azt. Néha angyalait küldte, ez történt Dániel prófétával is, amikor az álmok megértésében angyalok segítették.

### A kinyilatkoztatás tárgya
Isten kinyilatkoztatásának tárgya mindig vallási természetű. A következő dolgokat nyilatkoztatja ki:
- Szándékait és törvényét

Isten maga nyilatkoztatja ki a megfelelő magatartás szabályait: szava tanítás és örök törvény. 
- Az események értelmét

Isten kinyilatkoztatja népének az események értelmét, amelyek biztosítják számára az életet. Ezek az események alkotják az üdvösség tervének anyagát. 
- Önmagát

Isten kinyilatkoztatja önmagát. Teremtése már kinyilvánítja őt bölcsességében és mindenek feletti hatalmában. Izráel történetében is kinyilvánította önmagát; tettei megmutatták, ki is Ő: szent, örökkévaló, mindenható, együtt-érző, megszabadító stb. Isten bibliai meghatározása nem filozófiai spekuláció következménye, hanem részben átélt tapasztalatok eredménye.
- Az utolsó időket

Isten fokozatosan kinyilatkoztatja a végső idők szavát. Az Ő szava ígéret. A jelenések könyve maga a sajátosan vett kinyilatkoztatás.

### A kinyilatkoztatás formái
A kinyilatkoztatás különböző formái:
- Isten önkinyilatkoztatása a természetben

A természet tele van lelki tanítással az emberiség számára. Isten keze munkája látható a természetben és az élőlényekben. A természeti világ bizonyságot tesz Istenről, de nem azonos Istennel. A Biblia azt állítja, hogy a teremtés jó és tökéletesen jött létre, de rámutat arra is, hogy az emberiség bűnbeesése miatt a Föld már nem olyan, amilyennek lennie kellene.
- Isten szól a lelkiismeretünkön keresztül

A lelkiismeret az, ami segít a jó és rossz közötti döntésben. Általában még azoknak is van némi fogalmuk arról, hogy mi az, ami erkölcsileg elfogadható, és mi az amit vissza kell utasítani, akik nem hisznek Istenben. A keresztények hiszik, hogy Isten a legfőbb Törvényadó, akitől a lelkiismeretünket, az erkölcsi alapú döntésekben segítő eszközt kaptuk - amit azonban a bűn eltompított.
- Isten szól a próféták által

A próféta olyan férfi vagy nő, aki Isten nevében szól. Mondanivalójának tekintélye van, mert üzenete Istentől jön, még akkor is, ha a próféta saját szavait használja ennek megfogalmazására. Az Úr gyakran választotta a népével való kapcsolattartásnak ezt a módját, ahogy Ámosz is hangsúlyozta: semmit nem cselekszik az és Uram, az Úr,amíg meg nem jelenti titkait az ő szolgáinak, a prófétáknak. A Biblia alapján Isten sok prófétának is kinyilatkoztatta tervét, és akaratát, miszerint majd jönni fog valaki, a Messiás, aki a hit által teszi majd lehetővé az üdvözülést, és aki szabadulást fog hozni.
- Isten kinyilatkoztatása a Bibliában

Amit Isten a prófétái által a múltban felfedett, nem maradt meg minden az utókor számára, nem került be minden prófétai beszéd a Bibliába. Az Isten által adott kinyilatkoztatások másik részét azonban leírták, azt, amit mintegy 1500 év alatt sok ember kapott. Ezeknek az írásoknak a gyűjteménye a Biblia.
- Jézus Krisztus, a megjelent Isten

Jézus megtestesülésével, életével, halálával, feltámadásával és a Szentlélek elküldésével lett az ószövetségi kinyilatkoztatás teljessé.

## Iszlám
A muszlimok szilárdan vallják a kinyilatkoztatást; meggyőződésük, hogy a "könyv anyja" (Umm al-Kitáb) Istennél van az égben. Ennélfogva a Koránt Isten annak mértékében küldte le a prófétákhoz a földre, hogy mennyire tudják elviselni (ők és élethelyzetük), és teljes egészében Mohameden keresztül érkezett, akinek közössége romlás és hiány nélkül őrizte meg. 
A kinyilatkoztatást jelölő főbb kifejezések a tanzíl és a vahj. 

## Hinduizmus
A hinduizmusban a kinyilatkoztatás fogalma nehezebben megragadható. A hindu hit szerint a Védáknak nincs szerzőjük, és bizonyos értelemben kinyilatkoztatott írások; de hogy pontosan miként, arról nincs megegyezés. 
A sabda (hang) olyan ismeretforrás, amelynek számos különböző dimenziója van. Ezen belül az anubhúti, azaz Brahman közvetlen megtapasztalása az upanisadok hallás útján, nem pedig egyszerűen csöndes olvasással befogadott szövegei felett végzett meditáció révén alakul ki. De ez a tapasztalat csak azért jöhet létre, mert maguk az upanisadok a Védákból erednek, amelyek a dharmára és Brahmanra vonatkozó igazság változatlan (vagy bizonyos nézetek szerint örökkévaló) kinyilatkoztatásai. 